# Sinsacro

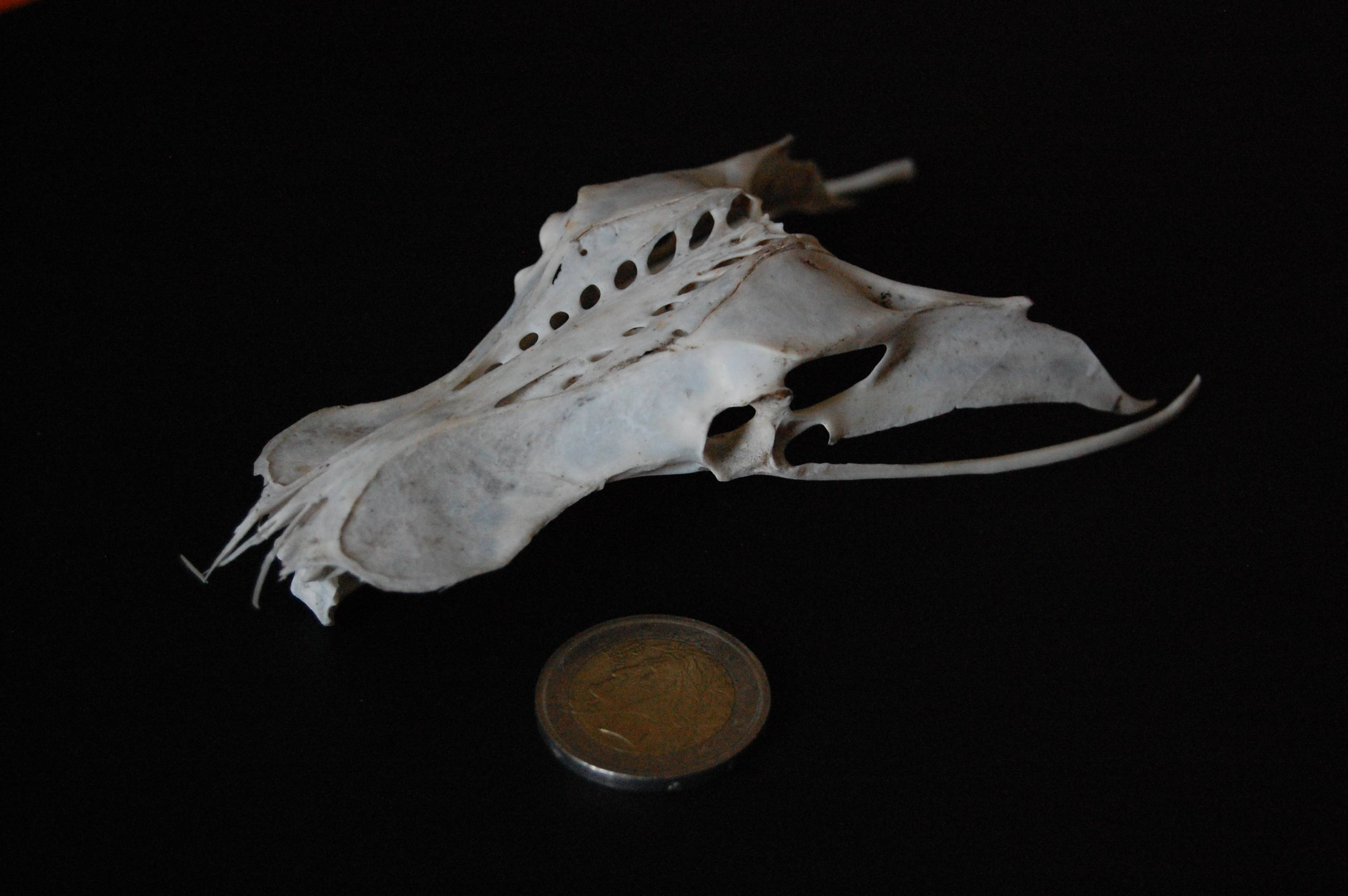
Il sinsacro di un uccello

Il sinsacro è, in anatomia comparata, l’osso sacro degli uccelli. Tale formazione ossea è il risultato della fusione delle vertebre posteriori toraciche, lombari, sacrali e di alcune caudali.
Il sinsacro è costituito dagli ilei che si espandono sopra alla colonna vertebrale e si fondono tra loro e con alcune vertebre lombari e caudali. Si distinguono, nell'ileo, una parte preacetabolare e una postacetabolare, che prendono rispettivamente rapporto con le vertebre lombo-sacrali e caudo-sacrali. Gli ischi che concorrono a formare l'acetabolo, sono ruotati all'indietro e decorrono parallelamente alla parte postacetabolare dell'ileo. Stessa posizione vengono ad assumere i pubi più stretti degli ischi e ricurvi all'indietro. Nei Ratiti gli ischi e i pubi si ricongiungono per sinostosi rispettivamente dorsalmente e ventralmente all'intestino.
Quest'osso è anche caratteristico di alcune forme di rettili fossili quali dinosauri e pterosauri.